# Danh sách cầu thủ tham dự giải vô địch bóng đá U-17 thế giới 2009

## Bảng A

### Nigeria
Huấn luyện viên:  John Obuh
| Số | Vt | Cầu thủ               | Ngày sinh (tuổi)            | Số trận | Câu lạc bộ               |
| -- | -- | --------------------- | --------------------------- | ------- | ------------------------ |
| 1  | TM | Dami Paul             | 18 tháng 12, 1992 (16 tuổi) |         | Ousford Academy          |
| 2  | HV | Aigbe Oliha           | 11 tháng 2, 1993 (16 tuổi)  |         | Igbino Babes             |
| 3  | HV | Mohammed Goyi Aliyu   | 12 tháng 2, 1993 (16 tuổi)  |         | Niger Tornadoes          |
| 4  | TV | Ogenyi Onazi          | 25 tháng 12, 1992 (16 tuổi) |         | My People                |
| 5  | HV | Fortune Chukwudi      | 18 tháng 11, 1992 (16 tuổi) |         | A & B Academy            |
| 6  | HV | Kenneth Omeruo        | 17 tháng 10, 1993 (16 tuổi) |         | Hard Foundation          |
| 7  | TV | George White Agwuocha | 13 tháng 1, 1993 (16 tuổi)  |         | Kwara United             |
| 8  | TĐ | Stanley Okoro         | 8 tháng 12, 1992 (16 tuổi)  |         | Heartland                |
| 9  | TV | Abdul Jeleel Ajagun   | 10 tháng 2, 1993 (16 tuổi)  |         | Dolphins                 |
| 10 | TĐ | Olarenwaju Kayode     | 8 tháng 5, 1993 (16 tuổi)   |         | Marvellous               |
| 11 | TĐ | Terry Envoh           | 12 tháng 12, 1992 (16 tuổi) |         | Mighty Jets              |
| 12 | HV | Chukwujike Mgbam      | 22 tháng 4, 1992 (17 tuổi)  |         | Standard Academy         |
| 13 | TĐ | Omoh Ojabu            | 14 tháng 12, 1992 (16 tuổi) |         | Dolphins                 |
| 14 | TĐ | Sani Emmanuel         | 23 tháng 12, 1992 (16 tuổi) |         | My People                |
| 15 | TĐ | Yusuf Otubanjo        | 12 tháng 9, 1992 (17 tuổi)  |         | Emmanuel Amuneke Academy |
| 16 | TM | Amos Izuchukwu        | 9 tháng 12, 1993 (15 tuổi)  |         | Team Lagos               |
| 17 | TV | Obinna Okoro          | 30 tháng 12, 1992 (16 tuổi) |         | Young Stars              |
| 18 | TĐ | Edafe Egbedi          | 5 tháng 8, 1993 (16 tuổi)   |         | Gizallo                  |
| 19 | TV | Deji Joel             | 23 tháng 11, 1992 (16 tuổi) |         | Eco Academy              |
| 20 | TV | Adesina Femi          | 1 tháng 5, 1994 (15 tuổi)   |         | DHSA                     |
| 21 | TM | John Felagha          | 27 tháng 7, 1994 (15 tuổi)  |         | ASPIRE                   |

### Đức
Huấn luyện viên:  Marco Pezzaiuoli
| Số | Vt | Cầu thủ                 | Ngày sinh (tuổi)            | Số trận | Câu lạc bộ               |
| -- | -- | ----------------------- | --------------------------- | ------- | ------------------------ |
| 1  | TM | Marc-André ter Stegen   | 30 tháng 4, 1992 (17 tuổi)  |         | Borussia Mönchengladbach |
| 2  | HV | Bienvenue Basala-Mazana | 2 tháng 1, 1992 (17 tuổi)   |         | 1. FC Köln               |
| 3  | HV | Marvin Plattenhardt     | 26 tháng 1, 1992 (17 tuổi)  |         | 1. FC Nürnberg           |
| 4  | HV | Robert Labus            | 10 tháng 10, 1992 (17 tuổi) |         | Hamburger SV             |
| 5  | HV | Shkodran Mustafi        | 17 tháng 4, 1992 (17 tuổi)  |         | Everton                  |
| 6  | HV | Gerrit Nauber           | 13 tháng 4, 1992 (17 tuổi)  |         | Bayer Leverkusen         |
| 7  | TV | Christopher Buchtmann   | 25 tháng 4, 1992 (17 tuổi)  |         | Liverpool                |
| 8  | TV | Reinhold Yabo           | 10 tháng 2, 1992 (17 tuổi)  |         | 1. FC Köln               |
| 9  | TĐ | Lennart Thy             | 25 tháng 2, 1992 (17 tuổi)  |         | Werder Bremen            |
| 10 | TV | Mario Götze             | 3 tháng 6, 1992 (17 tuổi)   |         | Borussia Dortmund        |
| 11 | TĐ | Abu-Bakarr Kargbo       | 21 tháng 12, 1992 (16 tuổi) |         | Hertha BSC               |
| 12 | TM | Bernd Leno              | 4 tháng 3, 1992 (17 tuổi)   |         | VfB Stuttgart            |
| 13 | HV | Daniel Hofstetter       | 4 tháng 7, 1992 (17 tuổi)   |         | 1860 Munich              |
| 14 | TV | Yunus Mallı             | 24 tháng 2, 1992 (17 tuổi)  |         | Borussia Mönchengladbach |
| 15 | HV | Christopher Avevor      | 11 tháng 2, 1992 (17 tuổi)  |         | Hannover 96              |
| 16 | TĐ | Kevin Volland           | 30 tháng 7, 1992 (17 tuổi)  |         | 1860 Munich              |
| 17 | TV | Manuel Janzer           | 7 tháng 3, 1992 (17 tuổi)   |         | VfB Stuttgart            |
| 18 | TV | Matthias Zimmermann     | 16 tháng 6, 1992 (17 tuổi)  |         | Karlsruher SC            |
| 19 | TV | Florian Trinks          | 11 tháng 3, 1992 (17 tuổi)  |         | Werder Bremen            |
| 20 | TĐ | Kevin Scheidhauer       | 13 tháng 3, 1992 (17 tuổi)  |         | VfL Wolfsburg            |
| 21 | TM | Jaye Lee                | 13 tháng 2, 1992 (17 tuổi)  |         | Altona 93                |

### Honduras
Huấn luyện viên:  Emilio Umanzor
| Số | Vt | Cầu thủ          | Ngày sinh (tuổi)            | Số trận | Câu lạc bộ         |
| -- | -- | ---------------- | --------------------------- | ------- | ------------------ |
| 1  | TM | Allan Angelino   | 3 tháng 5, 1992 (17 tuổi)   |         | Unattached         |
| 2  | HV | Franklyn Amaya   | 21 tháng 1, 1992 (17 tuổi)  |         | Unattached         |
| 3  | HV | Jhony Rivera     | 27 tháng 4, 1992 (17 tuổi)  |         | Real España        |
| 4  | HV | Ever Alvarado    | 30 tháng 1, 1992 (17 tuổi)  |         | Olimpia            |
| 5  | HV | Sammyr Martínez  | 3 tháng 3, 1992 (17 tuổi)   |         | Olimpia            |
| 6  | TV | Ray Salgado      | 6 tháng 8, 1992 (17 tuổi)   |         | Unattached         |
| 7  | TV | Wilmer Fuentes   | 21 tháng 4, 1992 (17 tuổi)  |         | Marathón           |
| 8  | HV | Roberto López    | 15 tháng 4, 1992 (17 tuổi)  |         | Motagua            |
| 9  | TĐ | Héctor Matute    | 5 tháng 4, 1992 (17 tuổi)   |         | Real Juventud      |
| 10 | TV | Luís Berrios     | 15 tháng 5, 1992 (17 tuổi)  |         | Marathón           |
| 11 | TĐ | Anthony Lozano   | 25 tháng 4, 1993 (16 tuổi)  |         | Olimpia            |
| 12 | TM | Harold Fonseca   | 8 tháng 10, 1993 (16 tuổi)  |         | Motagua            |
| 13 | HV | José Tobías      | 20 tháng 1, 1992 (17 tuổi)  |         | Real España        |
| 14 | TV | Óscar Padilla    | 18 tháng 6, 1992 (17 tuổi)  |         | Unattached         |
| 15 | TĐ | David Carranza   | 8 tháng 12, 1994 (14 tuổi)  |         | Motagua            |
| 16 | TV | Jair Aragón      | 26 tháng 10, 1992 (16 tuổi) |         | Real Juventud      |
| 17 | TV | Alexánder López  | 5 tháng 6, 1992 (17 tuổi)   |         | Olimpia            |
| 18 | TV | Néstor Martínez  | 4 tháng 5, 1992 (17 tuổi)   |         | Olimpia            |
| 19 | TV | Carlos Baires    | 25 tháng 12, 1992 (16 tuổi) |         | Hispano            |
| 20 | HV | Allan Rivas      | 6 tháng 1, 1992 (17 tuổi)   |         | Olimpia            |
| 21 | TM | Alejandro Rivera | 26 tháng 6, 1993 (16 tuổi)  |         | Olimpia Occidental |

### Argentina
Huấn luyện viên:  José Luís Brown
| Số | Vt | Cầu thủ                  | Ngày sinh (tuổi)           | Số trận | Câu lạc bộ         |
| -- | -- | ------------------------ | -------------------------- | ------- | ------------------ |
| 1  | TM | Damian Emiliano Martínez | 2 tháng 9, 1992 (17 tuổi)  |         | Independiente      |
| 2  | HV | Leandro González Pírez   | 26 tháng 2, 1992 (17 tuổi) |         | River Plate        |
| 3  | HV | Lucas Kruspzky           | 6 tháng 4, 1992 (17 tuổi)  |         | Independiente      |
| 4  | HV | Leandro Marín            | 22 tháng 1, 1992 (17 tuổi) |         | Boca Juniors       |
| 5  | TV | Jorge Balbuena           | 28 tháng 2, 1992 (17 tuổi) |         | Lanús              |
| 6  | HV | Esteban Espíndola        | 22 tháng 3, 1992 (17 tuổi) |         | River Plate        |
| 7  | TV | Ezequiel Cirigliano      | 24 tháng 1, 1992 (17 tuổi) |         | River Plate        |
| 8  | TV | Franco Bitancourt        | 17 tháng 2, 1992 (17 tuổi) |         | River Plate        |
| 9  | TĐ | Daniel Villalva          | 6 tháng 7, 1992 (17 tuổi)  |         | River Plate        |
| 10 | TV | Sebastián González       | 4 tháng 3, 1992 (17 tuổi)  |         | San Lorenzo        |
| 11 | TĐ | Sergio Araujo            | 28 tháng 1, 1992 (17 tuổi) |         | Boca Juniors       |
| 12 | TM | Ignacio Arce             | 8 tháng 4, 1992 (17 tuổi)  |         | Unión de Santa Fe  |
| 13 | HV | Nicolás Tagliafico       | 31 tháng 8, 1992 (17 tuổi) |         | Banfield           |
| 14 | HV | Federico Rasmussen       | 4 tháng 3, 1992 (17 tuổi)  |         | Lanús              |
| 15 | TV | Esteban Orfano           | 13 tháng 1, 1992 (17 tuổi) |         | Boca Juniors       |
| 16 | TV | Facundo Quignon          | 2 tháng 5, 1993 (16 tuổi)  |         | River Plate        |
| 17 | TĐ | Guido Dal Cason          | 4 tháng 3, 1993 (16 tuổi)  |         | Quilmes            |
| 18 | TV | Gonzalo Olid Apaza       | 5 tháng 3, 1992 (17 tuổi)  |         | River Plate        |
| 19 | TV | Matías Sosa              | 26 tháng 2, 1992 (17 tuổi) |         | Estudiantes        |
| 20 | TĐ | Eduardo Rotondi          | 29 tháng 1, 1992 (17 tuổi) |         | Argentinos Juniors |
| 21 | TM | Jorge Pucheta            | 9 tháng 6, 1992 (17 tuổi)  |         | Lanús              |

## Bảng B

### Brasil
Huấn luyện viên:  Lucho
| Số | Vt | Cầu thủ           | Ngày sinh (tuổi)            | Số trận | Câu lạc bộ          |
| -- | -- | ----------------- | --------------------------- | ------- | ------------------- |
| 1  | TM | Alisson           | 2 tháng 10, 1992 (17 tuổi)  |         | Internacional       |
| 2  | HV | Crystian          | 10 tháng 6, 1992 (17 tuổi)  |         | Santos              |
| 3  | HV | Gerson            | 4 tháng 10, 1992 (17 tuổi)  |         | Grêmio              |
| 4  | HV | Romário Leiria    | 28 tháng 6, 1992 (17 tuổi)  |         | Internacional       |
| 5  | TV | Elivelton         | 21 tháng 1, 1992 (17 tuổi)  |         | Santos              |
| 6  | HV | Dodô              | 6 tháng 2, 1992 (17 tuổi)   |         | Corinthians         |
| 7  | TV | João Pedro        | 9 tháng 3, 1992 (17 tuổi)   |         | Atlético Mineiro    |
| 8  | TV | Wellington Nem    | 6 tháng 2, 1992 (17 tuổi)   |         | Fluminense          |
| 9  | TĐ | Zezinho           | 14 tháng 3, 1992 (17 tuổi)  |         | Juventude           |
| 10 | TV | Philippe Coutinho | 12 tháng 6, 1992 (17 tuổi)  |         | Vasco da Gama       |
| 11 | TĐ | Neymar            | 5 tháng 2, 1992 (17 tuổi)   |         | Santos              |
| 12 | TM | Luis Guilherme    | 4 tháng 6, 1992 (17 tuổi)   |         | Botafogo            |
| 13 | HV | Romário           | 18 tháng 12, 1993 (15 tuổi) |         | Vitória             |
| 14 | TV | Guilherme         | 2 tháng 5, 1992 (17 tuổi)   |         | Atlético Paranaense |
| 15 | HV | Sidimar           | 9 tháng 7, 1992 (17 tuổi)   |         | Atlético Mineiro    |
| 16 | TV | Casemiro          | 23 tháng 2, 1992 (17 tuổi)  |         | São Paulo           |
| 17 | TĐ | Giovani           | 7 tháng 1, 1992 (17 tuổi)   |         | Internacional       |
| 18 | TĐ | Willen            | 10 tháng 1, 1992 (17 tuổi)  |         | Vasco da Gama       |
| 19 | TĐ | Felipínho         | 29 tháng 1, 1992 (17 tuổi)  |         | Internacional       |
| 20 | TĐ | Wellington Silva  | 6 tháng 1, 1993 (16 tuổi)   |         | Fluminense          |
| 21 | TM | André             | 6 tháng 2, 1992 (17 tuổi)   |         | Corinthians         |

### Nhật Bản
Huấn luyện viên:  Yutaka Ikeuchi
| Số | Vt | Cầu thủ           | Ngày sinh (tuổi)            | Số trận | Câu lạc bộ                           |
| -- | -- | ----------------- | --------------------------- | ------- | ------------------------------------ |
| 1  | TM | Jun Kamita        | 17 tháng 1, 1992 (17 tuổi)  |         | Vissel Kobe                          |
| 2  | HV | Takuya Okamoto    | 18 tháng 6, 1992 (17 tuổi)  |         | Urawa Red Diamonds                   |
| 3  | HV | Yuma Hiroki       | 23 tháng 7, 1992 (17 tuổi)  |         | F.C. Tokyo                           |
| 4  | TV | Ken Matsubara     | 16 tháng 2, 1993 (16 tuổi)  |         | Oita Trinita                         |
| 5  | HV | Tatsuya Uchida    | 8 tháng 2, 1992 (17 tuổi)   |         | Gamba Osaka                          |
| 6  | TV | Koji Takano       | 23 tháng 12, 1992 (16 tuổi) |         | Tokyo Verdy                          |
| 7  | TĐ | Takashi Usami     | 6 tháng 5, 1992 (17 tuổi)   |         | Gamba Osaka                          |
| 8  | TĐ | Takumi Miyayoshi  | 8 tháng 7, 1992 (17 tuổi)   |         | Kyoto Sanga                          |
| 9  | TĐ | Kenyu Sugimoto    | 18 tháng 11, 1992 (16 tuổi) |         | Cerezo Osaka                         |
| 10 | TV | Gaku Shibasaki    | 28 tháng 5, 1992 (17 tuổi)  |         | Aomori Yamada High School            |
| 11 | TV | Yoshiaki Takagi   | 9 tháng 12, 1992 (16 tuổi)  |         | Tokyo Verdy                          |
| 12 | HV | Ryuki Nakajima    | 12 tháng 1, 1992 (17 tuổi)  |         | Aomori Yamada High School            |
| 13 | TV | Yuki Horigome     | 13 tháng 12, 1992 (16 tuổi) |         | Ventforet                            |
| 14 | TV | Shuto Kojima      | 30 tháng 7, 1992 (17 tuổi)  |         | Maebashi Ikuei High School           |
| 15 | HV | Ryosuke Tada      | 7 tháng 8, 1992 (17 tuổi)   |         | Cerezo Osaka                         |
| 16 | TĐ | Keijiro Ogawa     | 14 tháng 7, 1992 (17 tuổi)  |         | Vissel Kobe                          |
| 17 | TĐ | Keisuke Kanda     | 29 tháng 1, 1992 (17 tuổi)  |         | Kashima Antlers                      |
| 18 | TM | Yasuhiro Watanabe | 4 tháng 10, 1992 (17 tuổi)  |         | Albirex Niigata                      |
| 19 | TV | Shuto Kono        | 4 tháng 5, 1993 (16 tuổi)   |         | Academy Fukushima                    |
| 20 | TĐ | Ryo Miyaichi      | 14 tháng 12, 1992 (16 tuổi) |         | Chukyo University High School        |
| 21 | TM | Koki Matsuzawa    | 3 tháng 4, 1992 (17 tuổi)   |         | Ryutsu Keizai University High School |

### México
Huấn luyện viên:  José Luis González China
| Số | Vt | Cầu thủ                | Ngày sinh (tuổi)           | Số trận | Câu lạc bộ    |
| -- | -- | ---------------------- | -------------------------- | ------- | ------------- |
| 1  | TM | José Antonio Rodríguez | 4 tháng 7, 1992 (17 tuổi)  |         | Guadalajara   |
| 2  | HV | César Ibáñez           | 1 tháng 4, 1992 (17 tuổi)  |         | Atlas         |
| 3  | HV | Kristian Álvarez       | 20 tháng 4, 1992 (17 tuổi) |         | Guadalajara   |
| 4  | HV | Jairo González         | 27 tháng 2, 1992 (17 tuổi) |         | Guadalajara   |
| 5  | HV | Óscar García           | 8 tháng 2, 1993 (16 tuổi)  |         | Monterrey     |
| 6  | TV | Miguel Basulto         | 7 tháng 1, 1992 (17 tuổi)  |         | Guadalajara   |
| 7  | HV | Abraham Coronado       | 28 tháng 2, 1992 (17 tuổi) |         | Guadalajara   |
| 8  | TV | Carlos Campos          | 13 tháng 4, 1992 (17 tuổi) |         | UNAM          |
| 9  | TĐ | Daniel Guzmán, Jr.     | 28 tháng 6, 1992 (17 tuổi) |         | Tigres        |
| 10 | TĐ | Víctor Mañón           | 6 tháng 2, 1992 (17 tuổi)  |         | Pachuca       |
| 11 | TV | Gil Cordero            | 13 tháng 4, 1992 (17 tuổi) |         | Necaxa        |
| 12 | TM | Israel Cano            | 17 tháng 9, 1992 (17 tuổi) |         | Monterrey     |
| 13 | TV | Bryan Leyva            | 8 tháng 2, 1992 (17 tuổi)  |         | FC Dallas     |
| 14 | TV | Christian Ortega       | 25 tháng 2, 1992 (17 tuổi) |         | Real Leonés   |
| 15 | TĐ | Luis Madrigal          | 10 tháng 2, 1993 (16 tuổi) |         | Monterrey     |
| 16 | TĐ | Carlos Parra           | 30 tháng 3, 1992 (17 tuổi) |         | Santos Laguna |
| 17 | HV | Érik Vera              | 24 tháng 3, 1992 (17 tuổi) |         | UNAM          |
| 18 | HV | Diego Reyes            | 19 tháng 9, 1992 (17 tuổi) |         | América       |
| 19 | TV | Martín Ponce           | 13 tháng 6, 1992 (17 tuổi) |         | Guadalajara   |
| 20 | TV | Luis Télles            | 9 tháng 3, 1992 (17 tuổi)  |         | Atlas         |
| 21 | TM | José Alujas            | 9 tháng 4, 1992 (17 tuổi)  |         | Atlas         |

### Thụy Sĩ
Huấn luyện viên:  Dany Ryser
| Số | Vt | Cầu thủ            | Ngày sinh (tuổi)            | Số trận | Câu lạc bộ               |
| -- | -- | ------------------ | --------------------------- | ------- | ------------------------ |
| 1  | TM | Benjamin Siegrist  | 31 tháng 1, 1992 (17 tuổi)  |         | Aston Villa              |
| 2  | HV | André Gonçalves    | 23 tháng 1, 1992 (17 tuổi)  |         | Zürich                   |
| 3  | HV | Janick Kamber      | 26 tháng 2, 1992 (17 tuổi)  |         | Basel                    |
| 4  | HV | Charyl Chappuis    | 12 tháng 1, 1992 (17 tuổi)  |         | Grasshopper              |
| 5  | HV | Freddie Veseli     | 20 tháng 11, 1992 (16 tuổi) |         | Manchester City          |
| 6  | TV | Kofi Nimeley       | 11 tháng 12, 1992 (16 tuổi) |         | Basel                    |
| 7  | TV | Roman Buess        | 21 tháng 9, 1992 (17 tuổi)  |         | Basel                    |
| 8  | TV | Oliver Buff        | 3 tháng 8, 1992 (17 tuổi)   |         | Zürich                   |
| 9  | TĐ | Haris Seferović    | 22 tháng 2, 1992 (17 tuổi)  |         | Grasshopper              |
| 10 | TĐ | Nassim Ben Khalifa | 13 tháng 1, 1992 (17 tuổi)  |         | Grasshopper              |
| 11 | TV | Granit Xhaka       | 27 tháng 9, 1992 (17 tuổi)  |         | Borussia Mönchengladbach |
| 12 | TM | Raphael Spiegel    | 19 tháng 12, 1992 (16 tuổi) |         | Grasshopper              |
| 13 | HV | Ricardo Rodríguez  | 25 tháng 8, 1992 (17 tuổi)  |         | Zürich                   |
| 14 | HV | Bruno Martignoni   | 13 tháng 12, 1992 (16 tuổi) |         | Locarno                  |
| 15 | HV | Sead Hajrović      | 4 tháng 6, 1993 (16 tuổi)   |         | Arsenal                  |
| 16 | TV | Pajtim Kasami      | 2 tháng 6, 1992 (17 tuổi)   |         | Lazio                    |
| 17 | TV | Maik Nakić         | 17 tháng 1, 1992 (17 tuổi)  |         | Sion                     |
| 18 | HV | Robin Vecchi       | 3 tháng 1, 1992 (17 tuổi)   |         | Basel                    |
| 19 | TĐ | Matteo Tosetti     | 15 tháng 2, 1992 (17 tuổi)  |         | Locarno                  |
| 20 | TĐ | Igor Mijatović     | 21 tháng 11, 1992 (16 tuổi) |         | Bellinzona               |
| 21 | TM | Joël Kiassumbua    | 6 tháng 4, 1992 (17 tuổi)   |         | Luzern                   |

## Bảng C

### Iran
Huấn luyện viên:  Ali Doustimehr
| Số | Vt | Cầu thủ              | Ngày sinh (tuổi)           | Số trận | Câu lạc bộ    |
| -- | -- | -------------------- | -------------------------- | ------- | ------------- |
| 1  | TM | Iman Sadeghi         | 9 tháng 1, 1992 (17 tuổi)  |         | Esteghlal     |
| 2  | HV | Omid Aalishah        | 10 tháng 1, 1992 (17 tuổi) |         | Sanaye Talaei |
| 3  | HV | Bahman Maleki        | 11 tháng 2, 1992 (17 tuổi) |         | Zob Ahan      |
| 4  | HV | Iman Shirazi         | 11 tháng 3, 1992 (17 tuổi) |         | Zob Ahan      |
| 5  | HV | Ali Goudarzi         | 8 tháng 3, 1992 (17 tuổi)  |         | Zob Ahan      |
| 6  | TĐ | Mehran Golbarg       | 21 tháng 1, 1992 (17 tuổi) |         | Damash        |
| 7  | TV | Ali Heidari          | 21 tháng 4, 1992 (17 tuổi) |         | Foolad        |
| 8  | TV | Akbar Imani          | 21 tháng 3, 1992 (17 tuổi) |         | Sepahan       |
| 9  | TĐ | Kaveh Rezaei         | 5 tháng 4, 1992 (17 tuổi)  |         | Foolad        |
| 10 | TV | Afshin Esmaeilzadeh  | 21 tháng 4, 1992 (17 tuổi) |         | Damash        |
| 11 | TĐ | Payam Sadeghian      | 29 tháng 2, 1992 (17 tuổi) |         | Zob Ahan      |
| 12 | TM | Hadi Rishi           | 19 tháng 2, 1992 (17 tuổi) |         | Sepahan       |
| 13 | TV | Mehrdad Yeghaneh     | 22 tháng 1, 1992 (17 tuổi) |         | Tractor Sazi  |
| 14 | HV | Hamid Amali          | 17 tháng 9, 1992 (17 tuổi) |         | Rah Ahan      |
| 15 | HV | Saeid Lotfi          | 16 tháng 7, 1992 (17 tuổi) |         | Sepahan       |
| 16 | TĐ | Reza Ghiali          | 9 tháng 7, 1992 (17 tuổi)  |         | Foolad        |
| 17 | HV | Hossein Gohari       | 8 tháng 2, 1992 (17 tuổi)  |         | Damash        |
| 18 | TV | Saeid Ghadami        | 3 tháng 4, 1992 (17 tuổi)  |         | Foolad        |
| 19 | TĐ | Milad Gharibi        | 20 tháng 2, 1992 (17 tuổi) |         | Unattached    |
| 20 | TV | Morteza Pouraliganji | 19 tháng 4, 1992 (17 tuổi) |         | Unattached    |
| 21 | TM | Hossein Hosseini     | 30 tháng 6, 1992 (17 tuổi) |         | Bargh         |

### Gambia
Huấn luyện viên:  Tariq Saigy
| Số | Vt | Cầu thủ             | Ngày sinh (tuổi)            | Số trận | Câu lạc bộ             |
| -- | -- | ------------------- | --------------------------- | ------- | ---------------------- |
| 1  | TM | Ousman Darboe       | 18 tháng 11, 1992 (16 tuổi) |         | Africell               |
| 2  | HV | Lamin Sarjo Samateh | 20 tháng 12, 1993 (15 tuổi) |         | Samger                 |
| 3  | TV | Dawda Ceesay        | 25 tháng 1, 1993 (16 tuổi)  |         | Banjul Hawks           |
| 4  | HV | Lamin Samateh       | 26 tháng 6, 1992 (17 tuổi)  |         | Steve Biko             |
| 5  | TV | Pateh Nyang         | 14 tháng 3, 1992 (17 tuổi)  |         | Seaview                |
| 6  | TV | Baboucarr Savage    | 7 tháng 6, 1992 (17 tuổi)   |         | Armed Forces           |
| 7  | TV | Demba Janneh        | 26 tháng 9, 1994 (15 tuổi)  |         | Steve Biko             |
| 8  | TV | Sanusi Jabbi        | 23 tháng 5, 1993 (16 tuổi)  |         | GAMTEL                 |
| 9  | HV | Bakary Sanyang      | 7 tháng 12, 1994 (14 tuổi)  |         | Lamin United           |
| 10 | TV | Alieu Darbo         | 3 tháng 8, 1992 (17 tuổi)   |         | Le Mans                |
| 11 | TV | Kissima Bojang      | 16 tháng 6, 1992 (17 tuổi)  |         | Samger                 |
| 12 | HV | Kemo Fatty          | 14 tháng 6, 1992 (17 tuổi)  |         | Seaview                |
| 13 | TM | Baka Ceesay         | 2 tháng 2, 1994 (15 tuổi)   |         | GAMTEL                 |
| 14 | TĐ | Buba Jallow         | 23 tháng 2, 1994 (15 tuổi)  |         | Samger                 |
| 15 | HV | Ismaila Suwaneh     | 27 tháng 9, 1994 (15 tuổi)  |         | Gambia Ports Authority |
| 16 | TĐ | Ebrima Bojang       | 2 tháng 3, 1992 (17 tuổi)   |         | Yeggo                  |
| 17 | HV | Lamin Gibba         | 26 tháng 4, 1994 (15 tuổi)  |         | Wallidan               |
| 18 | TV | Omar Bojang         | 5 tháng 8, 1995 (14 tuổi)   |         | Africell               |
| 19 | HV | Saikou Jawneh       | 8 tháng 4, 1993 (16 tuổi)   |         | Bakau United           |
| 20 | TĐ | Buba Sama           | 20 tháng 1, 1992 (17 tuổi)  |         | Armed Forces           |
| 21 | TM | Ebrima Saho         | 22 tháng 7, 1994 (15 tuổi)  |         | Africell               |

### Colombia
Huấn luyện viên:  Ramiro Viafara
| Số | Vt | Cầu thủ          | Ngày sinh (tuổi)            | Số trận | Câu lạc bộ             |
| -- | -- | ---------------- | --------------------------- | ------- | ---------------------- |
| 1  | TM | Cristian Bonilla | 20 tháng 6, 1993 (16 tuổi)  |         | Boyacá Chicó           |
| 2  | TV | Daniel Santa     | 7 tháng 6, 1992 (17 tuổi)   |         | Atlético Nacional      |
| 3  | HV | Stefan Medina    | 14 tháng 6, 1992 (17 tuổi)  |         | Atlético Nacional      |
| 4  | TV | Jhojan Caicedo   | 30 tháng 9, 1992 (17 tuổi)  |         | Boyacá Chicó           |
| 5  | HV | Juan Saiz        | 1 tháng 3, 1992 (17 tuổi)   |         | Envigado               |
| 6  | HV | Héctor Quiñones  | 17 tháng 3, 1992 (17 tuổi)  |         | Deportivo Cali         |
| 7  | TĐ | Fabián Castillo  | 17 tháng 6, 1992 (17 tuổi)  |         | Deportivo Cali         |
| 8  | TV | Gustavo Cuéllar  | 14 tháng 10, 1992 (17 tuổi) |         | Deportivo Cali         |
| 9  | TV | Daniel Cataño    | 17 tháng 1, 1992 (17 tuổi)  |         | Deportivo Rionegro     |
| 10 | TĐ | Jean Blanco      | 6 tháng 4, 1992 (17 tuổi)   |         | Cúcuta Deportivo       |
| 11 | TĐ | Wilson Cuero     | 27 tháng 1, 1992 (17 tuổi)  |         | Millonarios            |
| 12 | TM | Johan Wallens    | 3 tháng 8, 1992 (17 tuổi)   |         | Deportivo Cali         |
| 13 | TV | Deiner Córdoba   | 21 tháng 4, 1992 (17 tuổi)  |         | Deportivo Pereira      |
| 14 | TV | Carlos Robles    | 16 tháng 5, 1992 (17 tuổi)  |         | Deportes Quindío       |
| 15 | HV | Santiago Arias   | 13 tháng 1, 1992 (17 tuổi)  |         | La Equidad             |
| 16 | TĐ | Jorge Luis Ramos | 2 tháng 10, 1992 (17 tuổi)  |         | Real Cartagena         |
| 17 | HV | Álvaro Hungría   | 24 tháng 3, 1992 (17 tuổi)  |         | Deportivo Cali         |
| 18 | TĐ | Christian Mafla  | 15 tháng 1, 1993 (16 tuổi)  |         | Valledupar             |
| 19 | HV | Jeison Murillo   | 27 tháng 5, 1992 (17 tuổi)  |         | Deportivo Cali         |
| 20 | TV | Stiven Mendoza   | 27 tháng 6, 1992 (17 tuổi)  |         | América de Cali        |
| 21 | TM | Juan Chaverra    | 12 tháng 12, 1992 (16 tuổi) |         | Independiente Medellín |

### Hà Lan
Huấn luyện viên:  Albert Stuivenberg
| Số | Vt | Cầu thủ              | Ngày sinh (tuổi)            | Số trận | Câu lạc bộ |
| -- | -- | -------------------- | --------------------------- | ------- | ---------- |
| 1  | TM | Patrick ter Mate     | 17 tháng 2, 1992 (17 tuổi)  |         | Vitesse    |
| 2  | HV | Joël Veltman         | 15 tháng 1, 1992 (17 tuổi)  |         | Ajax       |
| 3  | HV | Stefan de Vrij       | 5 tháng 2, 1992 (17 tuổi)   |         | Feyenoord  |
| 4  | HV | Dico Koppers         | 31 tháng 1, 1992 (17 tuổi)  |         | Ajax       |
| 5  | HV | Bruno Martins Indi   | 8 tháng 2, 1992 (17 tuổi)   |         | Feyenoord  |
| 6  | TV | Zakaria Labyad       | 9 tháng 3, 1993 (16 tuổi)   |         | PSV        |
| 7  | TĐ | Shabir Isoufi        | 9 tháng 3, 1992 (17 tuổi)   |         | Feyenoord  |
| 8  | TV | Ouasim Bouy          | 11 tháng 6, 1993 (16 tuổi)  |         | Ajax       |
| 9  | TĐ | Luc Castaignos       | 27 tháng 9, 1992 (17 tuổi)  |         | Feyenoord  |
| 10 | TV | Oğuzhan Özyakup      | 23 tháng 9, 1992 (17 tuổi)  |         | Arsenal    |
| 11 | TĐ | Ola John             | 19 tháng 5, 1992 (17 tuổi)  |         | Twente     |
| 12 | HV | Ruben Ligeon         | 24 tháng 5, 1992 (17 tuổi)  |         | Ajax       |
| 13 | TĐ | Bob Schepers         | 30 tháng 3, 1992 (17 tuổi)  |         | Cambuur    |
| 14 | TV | Bryan Smeets         | 22 tháng 11, 1992 (16 tuổi) |         | MVV        |
| 15 | TĐ | Tom Boere            | 24 tháng 11, 1992 (16 tuổi) |         | Ajax       |
| 16 | TM | Warner Hahn          | 15 tháng 6, 1992 (17 tuổi)  |         | Ajax       |
| 17 | TV | Adam Maher           | 20 tháng 7, 1993 (16 tuổi)  |         | AZ         |
| 18 | HV | Mats van Huijgevoort | 16 tháng 1, 1993 (16 tuổi)  |         | Feyenoord  |
| 19 | HV | Maikel Verkoelen     | 18 tháng 3, 1992 (17 tuổi)  |         | PSV        |
| 20 | TV | Kevin Jansen         | 8 tháng 4, 1992 (17 tuổi)   |         | Feyenoord  |
| 21 | TM | Stan Berrevoets      | 15 tháng 5, 1992 (17 tuổi)  |         | Ajax       |

## Bảng D

### Thổ Nhĩ Kỳ
Huấn luyện viên:  Abdullah Ercan
| Số | Vt | Cầu thủ             | Ngày sinh (tuổi)            | Số trận | Câu lạc bộ        |
| -- | -- | ------------------- | --------------------------- | ------- | ----------------- |
| 1  | TM | Deniz Mehmet        | 19 tháng 9, 1992 (17 tuổi)  |         | West Ham United   |
| 2  | HV | Okan Alkan          | 1 tháng 10, 1992 (17 tuổi)  |         | Fenerbahçe        |
| 3  | HV | Nurettin Kayaoğlu   | 8 tháng 1, 1992 (17 tuổi)   |         | Schalke 04        |
| 4  | HV | Furkan Şeker        | 17 tháng 3, 1992 (17 tuổi)  |         | Beşiktaş          |
| 5  | HV | Oğulcan Gokce       | 15 tháng 1, 1992 (17 tuổi)  |         | Altay             |
| 6  | TV | Orhan Gülle         | 15 tháng 1, 1992 (17 tuổi)  |         | Beşiktaş          |
| 7  | TV | Berkin Kamil Arslan | 3 tháng 2, 1992 (17 tuổi)   |         | Galatasaray       |
| 8  | TV | Kamil Ahmet Çörekçi | 1 tháng 2, 1992 (17 tuổi)   |         | Millwall          |
| 9  | TĐ | Muhammet Demir      | 10 tháng 1, 1992 (17 tuổi)  |         | Bursaspor         |
| 10 | TV | Engin Bekdemir      | 7 tháng 2, 1992 (17 tuổi)   |         | PSV               |
| 11 | TĐ | Ömer Ali Şahiner    | 2 tháng 1, 1992 (17 tuổi)   |         | Konya Şekerspor   |
| 12 | TM | Sercan Hacıoğlu     | 22 tháng 1, 1992 (17 tuổi)  |         | Beşiktaş          |
| 13 | HV | Sezer Özmen         | 7 tháng 7, 1992 (17 tuổi)   |         | Beşiktaş          |
| 14 | TĐ | Gökay Iravul        | 18 tháng 10, 1992 (17 tuổi) |         | Fenerbahçe        |
| 15 | TV | Ensar Baykan        | 22 tháng 1, 1992 (17 tuổi)  |         | Arminia Bielefeld |
| 16 | HV | Süleyman Özdamar    | 25 tháng 2, 1993 (16 tuổi)  |         | Altay             |
| 17 | TV | Gökay Işıtan        | 20 tháng 2, 1992 (17 tuổi)  |         | Hamburger SV      |
| 18 | TV | Ufuk Özbek          | 1 tháng 9, 1992 (17 tuổi)   |         | Schalke 04        |
| 19 | HV | Onur Karakabak      | 8 tháng 4, 1992 (17 tuổi)   |         | Fenerbahçe        |
| 20 | TĐ | Hasan Ahmet Sarı    | 21 tháng 1, 1992 (17 tuổi)  |         | Trabzonspor       |
| 21 | TM | Ömer Kahveci        | 15 tháng 2, 1992 (17 tuổi)  |         | Adana Demirspor   |

### Burkina Faso
Huấn luyện viên:  Rainer Willfeld
| Số | Vt | Cầu thủ             | Ngày sinh (tuổi)            | Số trận | Câu lạc bộ         |
| -- | -- | ------------------- | --------------------------- | ------- | ------------------ |
| 1  | TM | Germain Sanou       | 26 tháng 5, 1992 (17 tuổi)  |         | IFAM               |
| 2  | HV | Adama Haiki         | 2 tháng 2, 1992 (17 tuổi)   |         | IFAM               |
| 3  | HV | Mohamed Ouattara    | 7 tháng 3, 1993 (16 tuổi)   |         | IFAM               |
| 4  | TV | Delwendé Yanogo     | 12 tháng 9, 1993 (16 tuổi)  |         | FAC                |
| 5  | TV | Ibrahim Barry       | 31 tháng 1, 1993 (16 tuổi)  |         | Faso Foot Espoir   |
| 6  | HV | Ismaël Zagre        | 21 tháng 12, 1992 (16 tuổi) |         | Kozaf              |
| 7  | TĐ | Louckmane Ouédraogo | 17 tháng 10, 1992 (17 tuổi) |         | Feyenoord Fetteh   |
| 8  | TĐ | Victor Nikiema      | 23 tháng 9, 1993 (16 tuổi)  |         | Naba Kango         |
| 9  | TĐ | Abdoulaye Ibrango   | 22 tháng 12, 1992 (16 tuổi) |         | Naba Kango         |
| 10 | TĐ | Fadil Sido          | 12 tháng 4, 1993 (16 tuổi)  |         | Naba Kango         |
| 11 | HV | Abdoul Nikiema      | 24 tháng 7, 1993 (16 tuổi)  |         | Feyenoord Fetteh   |
| 12 | TĐ | Hamed Zoungrana     | 14 tháng 1, 1993 (16 tuổi)  |         | Naba Kango         |
| 13 | TV | Moussa Dao          | 26 tháng 8, 1992 (17 tuổi)  |         | Naba Kango         |
| 14 | HV | Dalhata Soro        | 18 tháng 11, 1992 (16 tuổi) |         | ASFA Yennenga      |
| 15 | TV | Ousmane Derra       | 13 tháng 5, 1993 (16 tuổi)  |         | Faso Foot Espoir   |
| 16 | TM | Lassane Nikiema     | 16 tháng 12, 1993 (15 tuổi) |         | FAC                |
| 17 | TV | Bertrand Traoré     | 6 tháng 9, 1995 (14 tuổi)   |         | ASF Bobo-Dioulasso |
| 18 | TV | Farouck Kabore      | 23 tháng 11, 1993 (15 tuổi) |         | FAC                |
| 19 | TV | Aboubacar Traoré    | 10 tháng 12, 1992 (16 tuổi) |         | IFAM               |
| 20 | HV | Patrick Malo        | 18 tháng 2, 1992 (17 tuổi)  |         | IFAM               |
| 21 | TM | Abdouraziz Guire    | 26 tháng 4, 1992 (17 tuổi)  |         | Feyenoord Fetteh   |

### Costa Rica
Huấn luyện viên:  Juan Diego Quesada
| Số | Vt | Cầu thủ             | Ngày sinh (tuổi)           | Số trận | Câu lạc bộ  |
| -- | -- | ------------------- | -------------------------- | ------- | ----------- |
| 1  | TM | Ricardo Rojas       | 1 tháng 3, 1992 (17 tuổi)  |         | Alajuelense |
| 2  | HV | Nicholas Arlers     | 26 tháng 3, 1992 (17 tuổi) |         | Milan       |
| 3  | HV | Josué Aguilar       | 11 tháng 7, 1992 (17 tuổi) |         | San Carlos  |
| 4  | TV | Alejandro Calderón  | 26 tháng 2, 1992 (17 tuổi) |         | Herediano   |
| 5  | TV | Pablo Martínez      | 14 tháng 1, 1992 (17 tuổi) |         | Alajuelense |
| 6  | HV | Jeisson Peña        | 5 tháng 6, 1992 (17 tuổi)  |         | Puntarenas  |
| 7  | HV | Danny Blanco        | 9 tháng 1, 1992 (17 tuổi)  |         | Alajuelense |
| 8  | TĐ | Juan Bustos Golobio | 7 tháng 9, 1992 (17 tuổi)  |         | Saprissa    |
| 9  | TĐ | Jonathan Moya       | 6 tháng 1, 1992 (17 tuổi)  |         | Saprissa    |
| 10 | TV | Deyver Vega         | 19 tháng 9, 1992 (17 tuổi) |         | Saprissa    |
| 11 | TĐ | Joel Campbell       | 26 tháng 6, 1992 (17 tuổi) |         | Saprissa    |
| 12 | TĐ | Dylan Flores        | 30 tháng 5, 1993 (16 tuổi) |         | Saprissa    |
| 13 | HV | Federico Crespo     | 10 tháng 5, 1992 (17 tuổi) |         | Saprissa    |
| 14 | TV | Rosbin Mayorga      | 20 tháng 3, 1992 (17 tuổi) |         | Brujas      |
| 15 | HV | Joseph Mora         | 15 tháng 1, 1993 (16 tuổi) |         | Alajuelense |
| 16 | TV | Ariel Soto          | 14 tháng 5, 1992 (17 tuổi) |         | Brujas      |
| 17 | TV | Yeltsin Tejeda      | 17 tháng 3, 1992 (17 tuổi) |         | Saprissa    |
| 18 | TM | Mauricio Vargas     | 10 tháng 8, 1992 (17 tuổi) |         | Alajuelense |
| 19 | TĐ | Irving Huertas      | 21 tháng 2, 1993 (16 tuổi) |         | Unattached  |
| 20 | HV | Adrián Mora         | 4 tháng 2, 1992 (17 tuổi)  |         | Alajuelense |
| 21 | TM | Luis Rodríguez      | 28 tháng 2, 1992 (17 tuổi) |         | Brujas      |

### New Zealand
Huấn luyện viên:  Stephen Cain
| Số | Vt | Cầu thủ             | Ngày sinh (tuổi)            | Số trận | Câu lạc bộ              |
| -- | -- | ------------------- | --------------------------- | ------- | ----------------------- |
| 1  | TM | Coey Turipa         | 22 tháng 2, 1992 (17 tuổi)  |         | Nelson Suburbs          |
| 2  | HV | Matt Gibbons        | 29 tháng 4, 1992 (17 tuổi)  |         | Hamilton Wanderers      |
| 3  | HV | Adam Thomas         | 1 tháng 4, 1992 (17 tuổi)   |         | Central United          |
| 4  | HV | Luis Esteves        | 6 tháng 6, 1992 (17 tuổi)   |         | Central United          |
| 5  | HV | Gordon Murie        | 18 tháng 5, 1992 (17 tuổi)  |         | Birkenhead United       |
| 6  | TĐ | Tim Pilkington      | 15 tháng 5, 1992 (17 tuổi)  |         | East Coast Bays         |
| 7  | HV | Josh Morrison       | 23 tháng 9, 1993 (16 tuổi)  |         | Central United          |
| 8  | TV | Stephen Kibby       | 22 tháng 1, 1992 (17 tuổi)  |         | Auckland Grammar School |
| 9  | TĐ | Nikolai Molijn      | 26 tháng 2, 1992 (17 tuổi)  |         | Ellerslie               |
| 10 | TV | Zane Sole           | 11 tháng 1, 1992 (17 tuổi)  |         | Waitakere United        |
| 11 | TV | Jack Hobson-McVeigh | 10 tháng 6, 1992 (17 tuổi)  |         | Birkenhead United       |
| 12 | HV | Tane Gent           | 25 tháng 7, 1993 (16 tuổi)  |         | Central United          |
| 13 | TV | Michael Built       | 12 tháng 11, 1992 (16 tuổi) |         | Northampton Town        |
| 14 | TV | Thomas Spragg       | 2 tháng 2, 1993 (16 tuổi)   |         | Central United          |
| 15 | TĐ | Andrew Milne        | 3 tháng 1, 1992 (17 tuổi)   |         | Rangers                 |
| 16 | TV | Jamie Doris         | 3 tháng 2, 1993 (16 tuổi)   |         | Hibernian               |
| 17 | TV | Cameron Lindsay     | 21 tháng 12, 1992 (16 tuổi) |         | Blackburn Rovers        |
| 18 | HV | Ashton Pett         | 30 tháng 4, 1992 (17 tuổi)  |         | Bay Olympic             |
| 19 | TĐ | Andrew Bevin        | 16 tháng 5, 1992 (17 tuổi)  |         | Napier City Rovers      |
| 20 | TM | Alex Carr           | 9 tháng 3, 1993 (16 tuổi)   |         | Central United          |
| 21 | TM | Patrick George      | 8 tháng 9, 1992 (17 tuổi)   |         | Central United          |

## Bảng E

### UAE
Huấn luyện viên:  Ali Ebrahim
| Số | Vt | Cầu thủ                    | Ngày sinh (tuổi)            | Số trận | Câu lạc bộ |
| -- | -- | -------------------------- | --------------------------- | ------- | ---------- |
| 1  | TM | Abdulla Ali                | 16 tháng 12, 1992 (16 tuổi) |         | Al Ain     |
| 2  | TV | Khalifa Abdulrahman        | 28 tháng 4, 1992 (17 tuổi)  |         | Al Wasl    |
| 3  | HV | Rashid Mohamed             | 18 tháng 12, 1992 (16 tuổi) |         | Al-Nasr    |
| 4  | HV | Ahmed Mohammed Al Balooshi | 23 tháng 4, 1992 (17 tuổi)  |         | Al Ain     |
| 5  | HV | Abdelaziz Abbas            | 26 tháng 3, 1992 (17 tuổi)  |         | Dubai      |
| 6  | HV | Abdulrahman Yousuf         | 28 tháng 8, 1993 (16 tuổi)  |         | Al Wasl    |
| 7  | TĐ | Ahmad Ghuloom              | 25 tháng 1, 1992 (17 tuổi)  |         | Al Wasl    |
| 8  | TV | Majed Hassan               | 1 tháng 8, 1992 (17 tuổi)   |         | Al-Ahli    |
| 9  | TĐ | Mohamed Hussain            | 1 tháng 1, 1993 (16 tuổi)   |         | Al-Jazira  |
| 10 | TĐ | Fahad Salim                | 7 tháng 7, 1993 (16 tuổi)   |         | Al Sharjah |
| 11 | TV | Hassan Yousuf              | 29 tháng 1, 1992 (17 tuổi)  |         | Al Wasl    |
| 12 | TĐ | Mohammad Sebil             | 13 tháng 4, 1993 (16 tuổi)  |         | Al-Nasr    |
| 13 | TV | Omar Salem                 | 29 tháng 7, 1992 (17 tuổi)  |         | Ajman      |
| 14 | TĐ | Ahmad Ismail               | 8 tháng 3, 1992 (17 tuổi)   |         | Al-Nasr    |
| 15 | TV | Haddaf                     | 21 tháng 2, 1992 (17 tuổi)  |         | Al Ain     |
| 16 | TV | Waled Husain               | 15 tháng 5, 1992 (17 tuổi)  |         | Al-Ahli    |
| 17 | TM | Ahmad Shambih              | 20 tháng 12, 1993 (15 tuổi) |         | Al-Nasr    |
| 18 | TV | Ali Murad                  | 13 tháng 12, 1992 (16 tuổi) |         | Al-Wahda   |
| 19 | TM | Eesa Abbas                 | 30 tháng 6, 1992 (17 tuổi)  |         | Al-Shabab  |
| 20 | TV | Sulaiman Mohamed           | 26 tháng 9, 1992 (17 tuổi)  |         | Al Dhafra  |
| 21 | HV | Marwan Al-Saffar           | 25 tháng 4, 1992 (17 tuổi)  |         | Al-Nasr    |

### Malawi
Huấn luyện viên:  John Kaputa
| Số | Vt | Cầu thủ             | Ngày sinh (tuổi)            | Số trận | Câu lạc bộ      |
| -- | -- | ------------------- | --------------------------- | ------- | --------------- |
| 1  | TM | Cuthbert Seengwa    | 19 tháng 4, 1992 (17 tuổi)  |         | Unattached      |
| 2  | HV | Pilirani Zonda      | 27 tháng 11, 1994 (14 tuổi) |         | Unattached      |
| 3  | HV | Kondwani Lufeyo     | 12 tháng 11, 1992 (16 tuổi) |         | Tigers          |
| 4  | TV | Patience Kalumo     | 15 tháng 10, 1994 (15 tuổi) |         | Unattached      |
| 5  | HV | Robert Simkonda     | 22 tháng 2, 1993 (16 tuổi)  |         | Unattached      |
| 6  | HV | Peter Mselema       | 20 tháng 11, 1993 (15 tuổi) |         | Unattached      |
| 7  | TĐ | Tonny Chitsulo      | 13 tháng 8, 1993 (16 tuổi)  |         | Silver Strikers |
| 8  | TV | Bongani Kaipa       | 24 tháng 11, 1993 (15 tuổi) |         | Unattached      |
| 9  | TĐ | Andy Mpetiwa        | 2 tháng 5, 1993 (16 tuổi)   |         | Unattached      |
| 10 | TĐ | Luke Milanzi        | 4 tháng 12, 1994 (14 tuổi)  |         | Eagle Strikers  |
| 11 | TĐ | Maxwell Mwanyongo   | 2 tháng 8, 1993 (16 tuổi)   |         | Unattached      |
| 12 | TV | Gilbert Chirwa      | 14 tháng 2, 1994 (15 tuổi)  |         | Unattached      |
| 13 | HV | Francis Mulimbika   | 27 tháng 3, 1993 (16 tuổi)  |         | Unattached      |
| 14 | TV | Gastin Simkonda     | 26 tháng 2, 1993 (16 tuổi)  |         | Unattached      |
| 15 | HV | Issa Takondwa       | 7 tháng 7, 1993 (16 tuổi)   |         | Unattached      |
| 16 | TM | Victor Nangwale     | 12 tháng 10, 1993 (16 tuổi) |         | Blackpool       |
| 17 | TV | Mike Kaziputa       | 9 tháng 10, 1993 (16 tuổi)  |         | Unattached      |
| 18 | TV | Kelvin Hanganda     | 15 tháng 8, 1994 (15 tuổi)  |         | Unattached      |
| 19 | TV | Kingstone Chindebvu | 12 tháng 7, 1994 (15 tuổi)  |         | Unattached      |
| 20 | TV | Willie Saenda       | 7 tháng 8, 1992 (17 tuổi)   |         | Unattached      |
| 21 | TM | Jailosi Kapalamula  | 12 tháng 1, 1993 (16 tuổi)  |         | Nchalo United   |

### Tây Ban Nha
Huấn luyện viên:  Ginés Meléndez
| Số | Vt | Cầu thủ         | Ngày sinh (tuổi)            | Số trận | Câu lạc bộ      |
| -- | -- | --------------- | --------------------------- | ------- | --------------- |
| 1  | TM | Edgar Badia     | 12 tháng 2, 1992 (17 tuổi)  |         | Espanyol        |
| 2  | HV | Albert Blázquez | 21 tháng 1, 1992 (17 tuổi)  |         | Espanyol        |
| 3  | HV | Jon Aurtenetxe  | 3 tháng 1, 1992 (17 tuổi)   |         | Athletic Bilbao |
| 4  | HV | Sergi Gómez     | 28 tháng 3, 1992 (17 tuổi)  |         | Barcelona       |
| 5  | HV | Marc Muniesa    | 27 tháng 3, 1992 (17 tuổi)  |         | Barcelona       |
| 6  | TV | Koke            | 8 tháng 1, 1992 (17 tuổi)   |         | Atlético Madrid |
| 7  | TĐ | Iker Muniain    | 19 tháng 12, 1992 (16 tuổi) |         | Athletic Bilbao |
| 8  | TV | Edu Ramos       | 17 tháng 2, 1992 (17 tuổi)  |         | Málaga          |
| 9  | TĐ | Borja           | 25 tháng 8, 1992 (17 tuổi)  |         | Atlético Madrid |
| 10 | TĐ | Isco            | 21 tháng 4, 1992 (17 tuổi)  |         | Valencia        |
| 11 | TV | Adrià Carmona   | 8 tháng 2, 1992 (17 tuổi)   |         | Barcelona       |
| 12 | TĐ | Álvaro Morata   | 23 tháng 10, 1992 (17 tuổi) |         | Real Madrid     |
| 13 | TM | Julen Celaya    | 25 tháng 1, 1992 (17 tuổi)  |         | Real Sociedad   |
| 14 | HV | Jordi Amat      | 21 tháng 3, 1992 (17 tuổi)  |         | Espanyol        |
| 15 | TV | Javier Espinosa | 19 tháng 9, 1992 (17 tuổi)  |         | Barcelona       |
| 16 | TV | Kamal           | 9 tháng 3, 1992 (17 tuổi)   |         | Real Madrid     |
| 17 | TV | Pablo Sarabia   | 11 tháng 5, 1992 (17 tuổi)  |         | Real Madrid     |
| 18 | TV | Sergi Roberto   | 7 tháng 2, 1992 (17 tuổi)   |         | Barcelona       |
| 19 | TĐ | Kevin Lacruz    | 13 tháng 2, 1992 (17 tuổi)  |         | Real Zaragoza   |
| 20 | HV | Albert Dalmau   | 16 tháng 3, 1992 (17 tuổi)  |         | Barcelona       |
| 21 | TM | Yeray Gómez     | 10 tháng 6, 1992 (17 tuổi)  |         | Mallorca        |

### Hoa Kỳ
Huấn luyện viên:  Wilmer Cabrera
| Số | Vt | Cầu thủ           | Ngày sinh (tuổi)            | Số trận | Câu lạc bộ             |
| -- | -- | ----------------- | --------------------------- | ------- | ---------------------- |
| 1  | TM | Earl Edwards, Jr. | 24 tháng 1, 1992 (17 tuổi)  |         | La Jolla Nomads        |
| 2  | TV | Jared Watts       | 3 tháng 2, 1992 (17 tuổi)   |         | North Meck SC          |
| 3  | HV | Tyler Polak       | 13 tháng 5, 1992 (17 tuổi)  |         | Capital Soccer Academy |
| 4  | HV | Perry Kitchen     | 29 tháng 2, 1992 (17 tuổi)  |         | Chicago Magic          |
| 5  | TV | Marlon Duran      | 25 tháng 1, 1992 (17 tuổi)  |         | Latino Americana       |
| 6  | HV | Zach Herold       | 6 tháng 7, 1992 (17 tuổi)   |         | West Pines United      |
| 7  | TĐ | Stefan Jerome     | 11 tháng 8, 1992 (17 tuổi)  |         | West Pines United      |
| 8  | TV | Alex Shinsky      | 4 tháng 2, 1993 (16 tuổi)   |         | Supernova FC           |
| 9  | TĐ | Jack McInerney    | 8 tháng 5, 1992 (17 tuổi)   |         | Cobb SC                |
| 10 | TV | Luis Gil          | 14 tháng 11, 1993 (15 tuổi) |         | Pateadores             |
| 11 | TV | Nick Palodichuk   | 15 tháng 9, 1992 (17 tuổi)  |         | Washington Premier     |
| 12 | TM | Spencer Richey    | 30 tháng 5, 1992 (17 tuổi)  |         | Crossfire Premier      |
| 13 | TĐ | Dominick Sarle    | 15 tháng 9, 1992 (17 tuổi)  |         | B.W. Gottschee         |
| 14 | TV | Carlos Martínez   | 21 tháng 1, 1992 (17 tuổi)  |         | Wilmington Jr.         |
| 15 | HV | Eriq Zavaleta     | 8 tháng 2, 1992 (17 tuổi)   |         | FC Pride               |
| 16 | TĐ | Juan Agudelo      | 23 tháng 11, 1992 (16 tuổi) |         | New York Red Bulls     |
| 17 | TV | Will Packwood     | 21 tháng 5, 1993 (16 tuổi)  |         | Birmingham City        |
| 18 | TĐ | Andy Craven       | 21 tháng 1, 1992 (17 tuổi)  |         | First Coast Kicks      |
| 19 | TĐ | Víctor Chavez     | 25 tháng 8, 1992 (17 tuổi)  |         | Real SoCal             |
| 20 | HV | Boyd Okwuonu      | 24 tháng 2, 1993 (16 tuổi)  |         | Tulsa Thunder          |
| 21 | TM | Keith Cardona     | 11 tháng 7, 1992 (17 tuổi)  |         | New York Red Bulls     |

## Bảng F

### Uruguay
Huấn luyện viên:  Roland Marcenaro
| Số | Vt | Cầu thủ             | Ngày sinh (tuổi)           | Số trận | Câu lạc bộ        |
| -- | -- | ------------------- | -------------------------- | ------- | ----------------- |
| 1  | TM | Salvador Ichazo     | 26 tháng 1, 1992 (17 tuổi) |         | Danubio           |
| 2  | HV | Ramón Arias         | 27 tháng 7, 1992 (17 tuổi) |         | Defensor Sporting |
| 3  | HV | Diego Polenta       | 6 tháng 2, 1992 (17 tuổi)  |         | Genoa             |
| 4  | HV | Santiago Pereyra    | 2 tháng 6, 1992 (17 tuổi)  |         | Nacional          |
| 5  | TV | Nicolás Prieto      | 5 tháng 9, 1992 (17 tuổi)  |         | Nacional          |
| 6  | HV | Bruno Marchelli     | 1 tháng 7, 1992 (17 tuổi)  |         | Nacional          |
| 7  | TĐ | Gonzalo Barreto     | 22 tháng 1, 1992 (17 tuổi) |         | Danubio           |
| 8  | TV | Sebastián Rodríguez | 16 tháng 8, 1992 (17 tuổi) |         | Danubio           |
| 9  | TV | Adrián Luna         | 12 tháng 4, 1992 (17 tuổi) |         | Defensor Sporting |
| 10 | TV | Sebastián Gallegos  | 18 tháng 1, 1992 (17 tuổi) |         | Atlético Madrid   |
| 11 | TV | Bernardo Laureiro   | 2 tháng 2, 1992 (17 tuổi)  |         | Defensor Sporting |
| 12 | TM | Kevin Dawson        | 8 tháng 2, 1992 (17 tuổi)  |         | Nacional          |
| 13 | HV | Federico Sarraute   | 23 tháng 8, 1992 (17 tuổi) |         | Danubio           |
| 14 | HV | Rubén Silvera       | 4 tháng 1, 1993 (16 tuổi)  |         | Defensor Sporting |
| 15 | TV | Ignacio Aviles      | 23 tháng 5, 1992 (17 tuổi) |         | Danubio           |
| 16 | TV | Luis de los Santos  | 4 tháng 3, 1993 (16 tuổi)  |         | Danubio           |
| 17 | TĐ | Gastón Brugman      | 7 tháng 9, 1992 (17 tuổi)  |         | Empoli            |
| 18 | TĐ | Christian Alba      | 17 tháng 4, 1992 (17 tuổi) |         | Danubio           |
| 19 | TĐ | Santiago González   | 11 tháng 6, 1992 (17 tuổi) |         | River Plate       |
| 20 | TĐ | Nicolás Mezquida    | 21 tháng 1, 1992 (17 tuổi) |         | Peñarol           |
| 21 | TM | Gabriel Araujo      | 28 tháng 3, 1993 (16 tuổi) |         | Nacional          |

### Hàn Quốc
Huấn luyện viên:  Lee Kwang-Jong
| Số | Vt | Cầu thủ         | Ngày sinh (tuổi)            | Số trận | Câu lạc bộ                   |
| -- | -- | --------------- | --------------------------- | ------- | ---------------------------- |
| 1  | TM | Kim Jin-houng   | 2 tháng 3, 1992 (17 tuổi)   |         | Yiri High School             |
| 2  | HV | Kim Dong-jin    | 28 tháng 12, 1992 (16 tuổi) |         | Andong High School           |
| 3  | HV | Kim Young-seung | 22 tháng 2, 1993 (16 tuổi)  |         | Shingal High School          |
| 4  | HV | Park Sun-joo    | 26 tháng 3, 1992 (17 tuổi)  |         | Eonnam High School           |
| 5  | HV | Kim Min-hyeok   | 27 tháng 2, 1992 (17 tuổi)  |         | Suncheon High School         |
| 6  | TV | Lee Joong-kwon  | 1 tháng 1, 1992 (17 tuổi)   |         | Jeonnam Dragons              |
| 7  | TV | Yun Il-lok      | 7 tháng 3, 1992 (17 tuổi)   |         | Gyeongnam FC                 |
| 8  | TV | Ahn Jin-bum     | 10 tháng 3, 1992 (17 tuổi)  |         | Bukyeong High School         |
| 9  | TĐ | Lee Jong-ho     | 24 tháng 2, 1992 (17 tuổi)  |         | Jeonnam Dragons              |
| 10 | TV | Nam Seung-woo   | 18 tháng 2, 1992 (17 tuổi)  |         | Bukyeong High School         |
| 11 | TV | Joo Ik-seong    | 10 tháng 9, 1992 (17 tuổi)  |         | Taesung High School          |
| 12 | TV | Ko Rae-se       | 23 tháng 3, 1992 (17 tuổi)  |         | Gyeongnam FC                 |
| 13 | HV | Lim Dong-cheon  | 13 tháng 11, 1992 (16 tuổi) |         | Baekam High School           |
| 14 | TĐ | Lee Kang        | 10 tháng 9, 1992 (17 tuổi)  |         | Jaehyun High School          |
| 15 | HV | Cho Min-woo     | 13 tháng 5, 1992 (17 tuổi)  |         | FC Seoul                     |
| 16 | TV | Lee Min-soo     | 11 tháng 1, 1992 (17 tuổi)  |         | Moonsung High School         |
| 17 | TĐ | Son Heung-min   | 8 tháng 7, 1992 (17 tuổi)   |         | Hamburger SV                 |
| 18 | TM | Choi Bong-jin   | 6 tháng 4, 1992 (17 tuổi)   |         | Bukyeong High School         |
| 19 | TĐ | Kim Ji-hun      | 24 tháng 5, 1992 (17 tuổi)  |         | Jeonju Technical High School |
| 20 | HV | Kim Jin-su      | 13 tháng 6, 1992 (17 tuổi)  |         | Shingal High School          |
| 21 | TM | Lee Chang-keun  | 30 tháng 8, 1993 (16 tuổi)  |         | Busan IPark                  |

### Algérie
Huấn luyện viên:  Otmane Ibrir
| Số | Vt | Cầu thủ              | Ngày sinh (tuổi)            | Số trận | Câu lạc bộ      |
| -- | -- | -------------------- | --------------------------- | ------- | --------------- |
| 1  | TM | Abdennour Merzouki   | 15 tháng 2, 1992 (17 tuổi)  |         | FAF Academy     |
| 2  | HV | Ahmed Cheheima       | 8 tháng 4, 1992 (17 tuổi)   |         | FAF Academy     |
| 3  | HV | Mustapha Bouteldja   | 10 tháng 2, 1992 (17 tuổi)  |         | FAF Academy     |
| 4  | HV | Ilyas Cherchar       | 18 tháng 1, 1992 (17 tuổi)  |         | FAF Academy     |
| 5  | HV | Ibrahim Bekakchi     | 10 tháng 1, 1992 (17 tuổi)  |         | FAF Academy     |
| 6  | TV | Houssem Ferkous      | 31 tháng 1, 1992 (17 tuổi)  |         | FAF Academy     |
| 7  | TV | Abdelghani Boughoula | 27 tháng 9, 1992 (17 tuổi)  |         | FAF Academy     |
| 8  | HV | Djelloul Djouba      | 2 tháng 4, 1992 (17 tuổi)   |         | FAF Academy     |
| 9  | TĐ | Abdelmadjid Ammari   | 4 tháng 10, 1992 (17 tuổi)  |         | Marseille       |
| 10 | TV | Abdelhakim Bezzaz    | 20 tháng 10, 1992 (17 tuổi) |         | FAF Academy     |
| 11 | TĐ | Saïd Ferguène        | 16 tháng 6, 1992 (17 tuổi)  |         | JS Kabylie      |
| 12 | TV | Ziri Hammar          | 25 tháng 7, 1992 (17 tuổi)  |         | Nancy           |
| 13 | TĐ | Aghiles Toulait      | 7 tháng 4, 1992 (17 tuổi)   |         | FAF Academy     |
| 14 | TĐ | Mohamed Omrani       | 17 tháng 1, 1992 (17 tuổi)  |         | FAF Academy     |
| 15 | TV | Julien López         | 1 tháng 3, 1992 (17 tuổi)   |         | Montpellier     |
| 16 | TM | Nacer Zaabat         | 19 tháng 1, 1992 (17 tuổi)  |         | FAF Academy     |
| 17 | TV | Mohammed Ziane       | 27 tháng 3, 1992 (17 tuổi)  |         | FAF Academy     |
| 18 | TĐ | Youcef Khelifi       | 4 tháng 3, 1992 (17 tuổi)   |         | FAF Academy     |
| 19 | HV | Abderrahmane Belkadi | 6 tháng 6, 1992 (17 tuổi)   |         | FAF Academy     |
| 20 | HV | Billel Khida         | 29 tháng 2, 1992 (17 tuổi)  |         | FAF Academy     |
| 21 | TM | Abdelwakil Talhi     | 14 tháng 3, 1992 (17 tuổi)  |         | OMR El Annasser |

### Ý
Huấn luyện viên:  Pasquale Salerno
| Số | Vt | Cầu thủ             | Ngày sinh (tuổi)            | Số trận | Câu lạc bộ               |
| -- | -- | ------------------- | --------------------------- | ------- | ------------------------ |
| 1  | TM | Mattia Perin        | 10 tháng 11, 1992 (16 tuổi) |         | Genoa                    |
| 2  | HV | Felice Natalino     | 24 tháng 3, 1992 (17 tuổi)  |         | Inter Milan              |
| 3  | HV | Federico Mannini    | 18 tháng 4, 1992 (17 tuổi)  |         | Siena                    |
| 4  | HV | Vincenzo Camilleri  | 6 tháng 3, 1992 (17 tuổi)   |         | Reggina                  |
| 5  | HV | Simone Sini         | 9 tháng 4, 1992 (17 tuổi)   |         | Roma                     |
| 6  | TV | Lorenzo Crisetig    | 20 tháng 1, 1993 (16 tuổi)  |         | Inter Milan              |
| 7  | TV | Alessandro Scialpi  | 23 tháng 2, 1992 (17 tuổi)  |         | Lecce (on loan to Genoa) |
| 8  | TV | Alessandro De Vitis | 15 tháng 2, 1992 (17 tuổi)  |         | Parma                    |
| 9  | TĐ | Giacomo Beretta     | 14 tháng 3, 1992 (17 tuổi)  |         | Milan                    |
| 10 | TV | Stephan El Shaarawy | 27 tháng 10, 1992 (16 tuổi) |         | Genoa                    |
| 11 | TĐ | Simone Dell'Agnello | 22 tháng 4, 1992 (17 tuổi)  |         | Inter Milan              |
| 12 | TM | Francesco Bardi     | 18 tháng 1, 1992 (17 tuổi)  |         | Livorno                  |
| 13 | HV | Simone Benedetti    | 3 tháng 4, 1992 (17 tuổi)   |         | Torino                   |
| 14 | HV | Andrea Bagnai       | 2 tháng 4, 1992 (17 tuổi)   |         | Fiorentina               |
| 15 | HV | Michele Camporese   | 19 tháng 5, 1992 (17 tuổi)  |         | Fiorentina               |
| 16 | TV | Leonardo Bianchi    | 28 tháng 1, 1992 (17 tuổi)  |         | Empoli                   |
| 17 | TĐ | Alberto Libertazzi  | 1 tháng 1, 1992 (17 tuổi)   |         | Juventus                 |
| 18 | TĐ | Pietro Iemmello     | 6 tháng 3, 1992 (17 tuổi)   |         | Fiorentina               |
| 19 | TV | Marco Fossati       | 5 tháng 10, 1992 (17 tuổi)  |         | Inter Milan              |
| 20 | TV | Federico Carraro    | 23 tháng 6, 1992 (17 tuổi)  |         | Fiorentina               |
| 21 | TM | Giacomo Venturi     | 2 tháng 1, 1992 (17 tuổi)   |         | Bologna                  |